# Кочарян, Арам (футболист)
Арам Кочарян (арм. Արամ Քոչարյան; род. 5 марта 1996, Касах, Котайкская область) — армянский футболист, полузащитник клуба «Алашкерт».

## Карьера

### «Бананц»
Воспитанник футбольного клуба «Бананц». Летом 2013 года перешёл из юношеской команды во вторую. Вместе с клубом стал выступать в армянской Первой Лиге. Дебютировал за клуб 21 иля 2013 года в матче против клуба «Гандзасар II». Свой дебютный гол забил 7 апреля 2014 года в матче против клуба «Алашкерт II». Также в апреле 2014 стал подтягиваться к играм с основной командой. За основную команду дебютировал 19 апреля 2014 года в матче против «Арарата». По итогу сезона одновременно стал чемпионом Первой Лиге и Премьер-лиги. В сезоне 2016/2017 снова стал победителем Первой Лиги.

### Карьера в Армении
В августе 2017 года перешёл в ереванский «Арарат». Дебютировал за клуб 20 августа 2017 года в матче против «Пюника». Свой дебютный гол забил 13 октября 2017 года в матче против клуба «Ширак». Провёл за клуб 12 матчей во всех турнирах и отличился 1 голом. Также выступал во второй команде клуба. 
Затем в августе 2018 года перешёл в ереванский «Локомотив» из Первой Лиги, за который сыграл 17 матчей, отличился 1 голом и 3 результативными передачами. В январе 2019 года перешёл в «Лори». Дебютировал за клуб 3 марта 2019 года в матче против клуба «Ширак». Проведя за клуб 11 матчей в феврале 2020 года на правах свободного агента перешёл в «Гандзасар», однако затем в августе вернулся в «Лори».
В июле 2021 года перешёл в «Пюник». Дебютировал за клуб 13 сентября 2021 года в матче против своего бывшего клуба «Урарту». Не смог закрепиться в команде и в январе 2022 года покинул команду. В конце января 2022 года присоединился к клубу «Нораванк». Дебютировал за клуб 20 февраля 2022 года в матче против ереванского ЦСКА. Свой дебютный гол за клуб забил 12 апреля 2022 года в матче против клуба «Ван». Также выходил на матчи клуба с капитанской повязкой. Стал обладателем Кубка Армении, обыграв в финале «Урарту». По окончании сезона покинул клуб.

### «Витебск»
В июле 2022 года присоединился к белорусскому клубу «Витебск». Дебютировал за клуб 30 июля 2022 года в матче Кубка Белоруссии против брестского «Динамо», где в серии пенальти не смог реализовать удар с точки. Дебютировал в Высшей Лиге 5 августа 2022 года в матче против «Энергетика-БГУ». В ноябре 2022 года покинул клуб. По ходу сезона в клубе являлся одним из основных игроков стартового состава.

### «Алашкерт»
В январе 2023 года футболист присоединился к армянскому клубу «Алашкерт». Дебютировал за клуб 28 февраля 2023 года в матче против клуба «Лернаин Арцах», выйдя на замену на 61 минуте. Первым результативным действием за клуб отличился 17 марта 2023 года в матче против клуба «Ширак», отдав голевую передачу. По итогу дебютного сезона вместе с клубом занял четвёртое итоговое место в чемпионате, попав в зону Лиги конференций УЕФА. Сам футболист быстро смог закрепиться в основной команде клуба, чередуя игры в стартовом составе и со скамейки запасных.
В июле 2023 года футболист вместе с клубом отправился на квалификационные матчи Лиги конференций УЕФА. Первый матч в новом сезоне сыграл 31 июля 2023 года в рамках армянского чемпионата против клуба «Пюник», выйдя на замену на 79 минуте. По итогу квалификационных матчей Лиги конференций УЕФА против венгерского клуба «Дебрецен» по сумме встреч оказался слабее и покинул еврокубковый турнир, однако сам футболист оставался на скамейке запасных. Первым результативным действием за клуб отличился 15 сентября 2023 года в матче против клуба «Урарту», отдав голевую передачу.

## Международная карьера
Выступал за юношеские сборные Армении до 17, 18 и 19 лет, а также за молодёжную сборную Армении.
В марте 2021 года получил вызов в национальную сборную Армении. Принимал участие в матче 25 марта 2022 против сборной Лихтенштейна в рамках отбора на Чемпионат мира по футболу, однако за сборную так и не дебютировал.

## Достижения
«Бананц»
- Чемпион Армении: 2013/14

«Бананц-2»
- Победитель Первой Лиги (2): 2013/14, 2016/17

«Нораванк»
- Обладатель Кубка Армении: 2021/22